# Katedra Niepokalanego Poczęcia Najświętszej Maryi Panny w Koszalinie
Katedra Niepokalanego Poczęcia NMP w Koszalinie – dawniej kościół farny w Koszalinie. Jest najważniejszym i najcenniejszym koszalińskim zabytkiem. Proboszczem katedry jest ks. Henryk Romanik.

## Historia
Świątynia wzniesiona została w latach 1300–1333 jako trzynawowa bazylika z potężną wieżą. 
Od 1534 do 1945 świątynia ewangelicka. Od 1972 katedra nowej diecezji. W kruchcie katedry pochowano w 1996 drugiego ordynariusza diecezji bpa Czesława Domina. Ostatnio w ramach programu „Renowacja i konserwacja średniowiecznych katedr Pomorza Zachodniego” została poddana gruntownej renowacji.

## Architektura

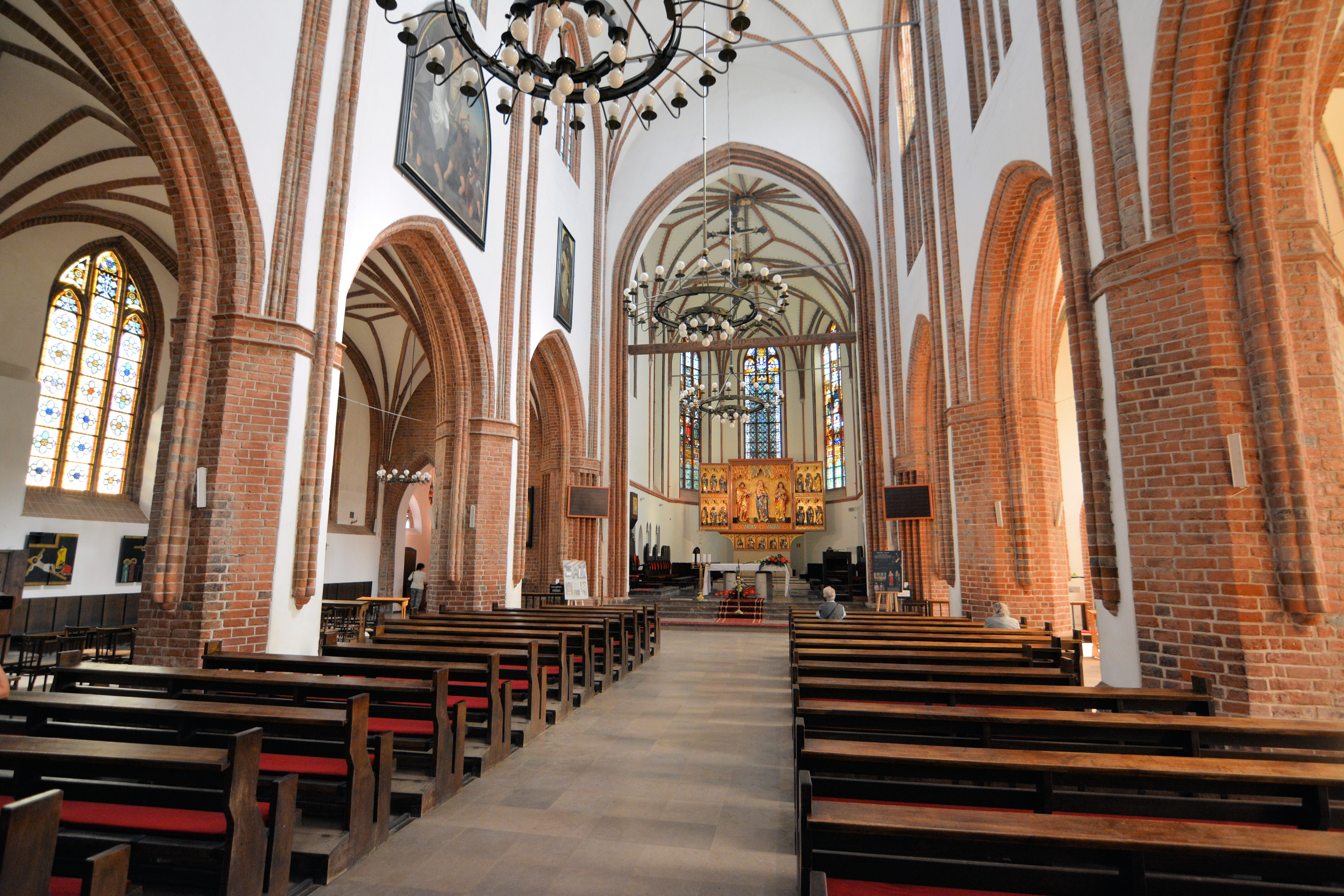
Wnętrze katedry

Jest orientowana, od wschodu ma wydłużone, zamknięte trójboczne prezbiterium.
Nawy, prezbiterium i kruchtę ozdabia sklepienie gwiaździste o żebrach z kształtowanej w trójliść cegły. Ściany boczne nawy głównej wspiera w dwóch rzędach sześć ośmiobocznych, masywnych filarów, zbudowanych z czerwonej cegły, symbolizujących postacie 12 apostołów.

### Nawa główna
Nawę główną oświetlają ostrołukowe, zdobione maswerkami okna znajdujące się nad nawami bocznymi, a także zdobione witrażami o motywach roślinnych okna niższych naw bocznych. Zarówno nawy jak i prezbiterium wspierają skarpy uskokowe. 

### Nawy boczne
Nawy boczne przykryte są wielokrotnie dachami dwuspadowymi ze szczytami zdobionymi blendami. Do bocznej elewacji przybudowano sześcioboczną wieżyczkę kryjącą klatkę schodową. Pod okapem dwuspadowego dachu nawy, a także prezbiterium znajduje się ozdobny fryz poziomy z profilowanej cegły w kształcie czterolistnej koniczyny. Na kalenicy nawy głównej znajduje się niewielka, czworoboczna sygnaturka. 

### Wieża
Od zachodu postawiono masywną, wysoką na 56 metrów, czterokondygnacyjną wieżę przykrytą dachem namiotowym. Wieńczy ją sześcioboczna galeryjka, nad którą góruje latarnia z hełmem cybulastym. W 1754 roku pod dachem umieszczono zegar. Elewacja wieży zawiera liczne, sklepione ostrołukowo blendy. W niektórych z nich występują wąskie otwory okienne. W dolnej kondygnacji znajdują się dwa ostrołukowe, uskokowe portale wejściowe.

## Wnętrze kościoła

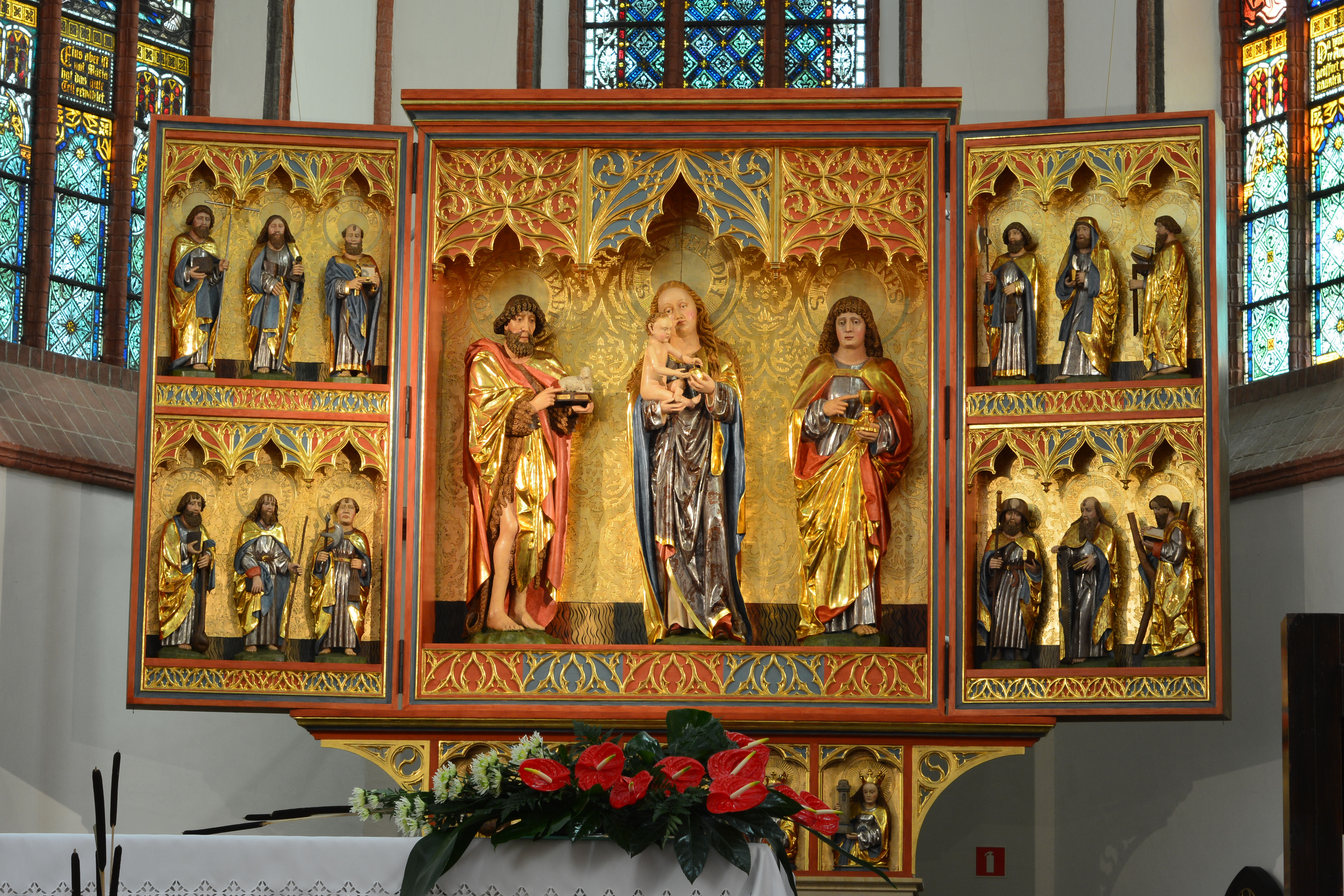
Ołtarz główny

Wyposażenie i wystrój kościoła ulegał na przestrzeni wieków stałemu wzbogaceniu. Działo się tak mimo nawiedzających Koszalin wojen i pożarów, aż do połowy XIX w. Wówczas to przeprowadzono tzw. regotyzację wnętrza usuwając wiele wartościowych elementów wyposażenia (m.in. bezcenny, gotycki ołtarz główny zastąpiono mało wartościowym ołtarzem neogotyckim). Po II wojnie światowej wyposażenie neogotyckie zostało w większości usunięte.
Wewnątrz znajduje się krucyfiks gotycki XIV w. z kaplicy na Krzyżance, późnogotyckie figury świętych z 1512 roku rzeźbione w drzewie dębowym, pochodzące z dawnego gotyckiego ołtarza, wczesnogotycka chrzcielnica, pająki (żyrandole) z 1666. 

### Wyposażenie
Do najcenniejszych elementów wyposażenia koszalińskiej katedry należy:
- Ołtarz główny. Pierwotny ołtarz główny (pentaptyk) został wykonany w 1512 roku w drewnie dębowym przez Andreasa Wenzela z Iwięcina. W połowie XIX w. ołtarz został zdemontowany. Część rzeźb została umieszczona w różnych miejsca katedry, inne uległy rozproszeniu. Zaginęła okazała szafa ołtarzowa wraz z dwoma malowanymi skrzydłami. Nowy neogotycki ołtarz główny został ozdobiony obrazem Augusta Friedricha Hauptnera „Zmartwychwstanie” (obraz ten wisi obecnie na północnej (lewej) ścianie nawy głównej). W 1973 usunięto ołtarz neogotycki, a na ścianie prezbiterium (na metalowej kratownicy zaprojektowanej przez Rajmunda Hałasa) umieszczono część figur z dawnego gotyckiego ołtarza. W 2012 figury te po renowacji i przywróceniu pierwotnej kolorystyki umieszczono w nowej szafie ołtarzowej wzorowanej na rozwiązaniach gotyckich. W części środkowej ołtarza umieszczono postacie (od lewej) św. Jana Chrzciciela, Matki Boskiej z Dzieciątkiem i św Jana Ewangelisty. Na skrzydłach znalazły się rzeźby 12 apostołów, a w predelli postacie: św. Doroty, św. Urszuli, Matki Bożej z Dzieciątkiem, św. Małgorzaty i św. Barbary.
- Krucyfiks gotycki z XIV w., z nieistniejącej już kaplicy na Górze Chełmskiej. Umiejscowiony na łuku tęczowym krucyfiks uratowany został z pożaru kaplicy na Górze Chełmskiej w 1533 roku. Jest typowym przykładem symboliki gotyckiej – drzewce krzyża oplata winorośl, symbol Drzewa Życia, a w okrągłych medalionach zakończeń jest miejsce na wizerunki czterech ewangelistów.
- Wczesnogotycka chrzcielnica – wykuta w XIII w. przez rzeźbiarzy gotlandzkich. Ma kształt szesnastobocznej czaszy zdobionej łukowatymi arkadami z trójlistnymi maswerkami wspartymi na kolumienkach. Chrzcielnica znajduje się w kruchcie kościoła
- Płyta nagrobna marszałka dworu księcia Jana Fryderyka – Petera Kameke z Łasina. Płyta, wykonana przez szczecińskiego ludwisarza Rolofa Klassena znajdowała się pierwotnie w kościele w Łasinie.

- Obraz „Zmartwychwstanie” Augusta Friedricha Hauptnera z 1845 z neogotyckiego ołtarza głównego.

## Organy
Organy zostały zbudowane w 1899 przez firmę Schlag und Söhne jako opus 536. Umieszczono je za neogotyckim prospektem po poprzednim instrumencie, który był wykonany przez firmę Kaltschmita ze Szczecina w 1842 roku. W roku 1914 w kościele filia firmy Siemens zainstalowała elektryczny wentylator do napędu instrumentu. Wentylator ten był użytkowany do 1997 roku. 
W 1935 roku instrument został przebudowany. W latach 1969–1977 firma Zygmunta Kamińskiego opiekowała się instrumentem, dokonywała drobnych napraw i strojenia w ramach przygotowania organów do corocznych koncertów. Ta sama firma w latach 1976-1977 dokonała zmiany traktury z pneumatycznej na elektropneumatczną. Odłączono stary kontuar, który do dziś znajduje się na chórze, i zainstalowano nowy stół gry. W 1995 r. kolejnej renowacji dokonała firma Mollin.
W latach 2017–2019 przeprowadzono generalny remont instrumentu, podczas którego wyposażono go w nowy stół gry, ustawiając go bokiem do prezbiterium. 
Dyspozycja instrumentu:
| Manuał I              | Manuał II         | Manuał III           | Pedał                |
| --------------------- | ----------------- | -------------------- | -------------------- |
| 1. Prinzipal 16'      | 1. Prinzipal 8'   | 1. Liebl. Gedackt 8' | 1. Prinzipalbass 16' |
| 2. Quintadene 16'     | 2. Rohrflote 8'   | 2. Quintaton 8'      | 2. Subbas 16'        |
| 3. Prinzipal 8'       | 3. Octave 4'      | 3. Aeoline 8'        | 3. Octavbass 8'      |
| 4. Doppelflote 8'     | 4. Gemshorn 4'    | 4. Octave 4'         | 4. Basflote 8'       |
| 5. Gemshorn 8'        | 5. Quinte 2 2/3'  | 5. Rohrtraverse 4'   | 5. Octavbass 4'      |
| 6. Octave 4'          | 6. Superoctave 2' | 6. Nachthorn 2'      | 6. Doppelflote 2'    |
| 7. Kleingedackt 4'    | 7. Quinte 1 1/3'  | 7. Sifflote 1 1/3'   | 7. Bauernflote 1'    |
| 8. Quinte 2 2/3'      | 8. Terz 1 3/5'    | 8. Waldflote 1'      | 8. Mixtur VI         |
| 9. Octave 2'          | 9. Mixtur V-VI    | 9. Sesqualter II-III | 9. Posaune 32'       |
| 10. Rohrflote 2'      | 10. Krummhorn 16' | 10. Mixtur IV-V      | 10. Posaune 16'      |
| 11. Rohrquinte 1 1/3' | 11. Regal 4'      | 11. Oboe 8'          | 11. Trompette 8'     |
| 12. None 8/9'         |                   |                      | 12. Sing. Cornett 2' |
| 13. Mixtur VI-VII     |                   |                      |                      |
| 14. Zimbel III        |                   |                      |                      |
| 15. Trompette 16'     |                   |                      |                      |
| 16. Trompette 8'      |                   |                      |                      |

## Dzwony
Pierwszy dzwon w koszalińskiej katedrze zawisł w 1625 roku, kiedy to szczecińscy odlewnicy wykonali dla tej świątyni 2,5 tonowy instrument. Kolejny zawisł w 1701 roku i został do Koszalina przetransportowany z Kołobrzegu. Ten jednak z niewiadomych przyczyn był używany tylko do 1765 roku. Kolejne dwa dzwony, jakie trafiły do koszalińskiej świątyni, pochodziły z miejscowych kaplic. Pierwszy przeniesiono z kaplicy św. Jerzego, która stała na styku obecnych ulic Zwycięstwa i Dworcowej, a drugi z kaplicy św. Mikołaja - wybudowano ją na dzisiejszej ulicy Młyńskiej. Oba dzwony w katedrze znalazły się już w latach 1755 i 1822. W 1872 roku w katedralnej dzwonnicy zawisł największy do tej pory dzwon, ważący 3 tony.
W latach I wojny światowej nastąpił pierwszy koniec katedralnych dzwonów, gdy koszty wojny były coraz większe i brakowało surowców do produkcji broni. Postanowiono, że dzwony zostaną przetopione na potrzeby militarne. Zniszczony nie został tylko jeden, ten z dawnej kaplicy Świętego Mikołaja.
W 1922 roku dołączyły do niego trzy nowe dzwony, które przetrwały do II wojny światowej. Także i ta wojna skutkowała utratą dzwonów. Któregoś dnia uroczyście je zdjęto i przewieziono do Hamburga, gdzie trafiły przed specjalną komisję kwalifikacyjną. Ta uznała, że przetopieniu ulegną trzy dzwony z 1922 roku. Ten z kaplicy Świętego Mikołaja ponownie ocalał. O takim postanowieniu zdecydowała wartość zabytkowa instrumentu, który został wykonany w 1529 roku. Miał 39 centymetrów obwodu i 40 centymetrów wysokości. To jedyny dzwon ze wszystkich starych katedralnych, który ocalał. Po wojnie zawisł w kościele w Oldenburgu, w Dolnej Saksonii.
Obecnie w katedrze wiszą cztery dzwony, odlane w Ludwisarni Saturnina Skubiszyńskiego w Poznaniu, w 1979. Największy z nich jest największym dzwonem z te odlewni. 
| Imię                    | Ton      | Waga (kg) | Średnica (cm) | Rok Odlania | Ludwisarz                     |
| ----------------------- | -------- | --------- | ------------- | ----------- | ----------------------------- |
| Józef - Ignacy          | as'      | 570 kg    | 96 cm         | 1979        | Saturnin Skubiszyński, Poznań |
| Paweł VI - Jan Paweł II | g' (-)   | 650 kg    | 102 cm        | 1979        | Saturnin Skubiszyński, Poznań |
| Wojciech - Maksymilian  | f' (-)   | 1243 kg   | 123 cm        | 1979        | Saturnin Skubiszyński, Poznań |
| Maryja                  | cis' (+) | 2067 kg   | 145 cm        | 1979        | Saturnin Skubiszyński, Poznań |